# CSS Raleigh (1864)
El CSS Raleigh fue una balandra a vapor construida por la Armada de los Estados Confederados en Wilmington (Carolina del Norte), entre 1863 y 1864, bajo la supervisión del teniente de la CSN John Wilkinson. Al entrar en servicio el 30 de abril de 1864, fue puesta al mando del teniente de la CSN J. Pembroke Jones.
Construida según planos de John L. Porter, era similar al CSS North Carolina, y fue completada en los astilleros de J. L. Cassidy & Sons.
El 6 de mayo, junto a los CSS Yadkin y CSS Equator mantuvo un enfrentamiento con seis buques federales sin que este fuera decisivo. Entre los buques federales estaban los USS Britannia y USS Nansemond. Cuando los seis buques reaparecieron al día siguiente, el CSS Raleigh se retiró precipitadamente ría arriba, momento en el que rompió su popa. Sus placas de hierro fueron rescatadas.
En 1994 el pecio fue investigado por la unidad de arqueología subacuática de Carolina del Norte con la ayuda de estudiantes de la East Carolina University.